# 沙泰勒桑苏瓦尔
沙泰勒桑苏瓦尔（法語：Châtel-Censoir，法語發音：[ʃatɛl sɑ̃swaʁ]）是法国勃艮第-弗朗什-孔泰大区约讷省的一个市镇，属于阿瓦隆区。

## 地理
沙泰勒桑苏瓦尔（47°31'54"N, 3°38'2"E）面积24.62 平方千米，位于法国勃艮第-弗朗什-孔泰大區约讷省，该省份为法国中北部内陆省份，西接卢瓦雷省，西北接塞纳-马恩省，南至涅夫勒省，东临科多尔省，东北与奥布省接壤。
与沙泰勒桑苏瓦尔接壤的市镇（或旧市镇、城区）包括：约讷河畔梅里、阿涅尔苏布瓦、布罗斯、克兰、约讷河畔利谢尔。

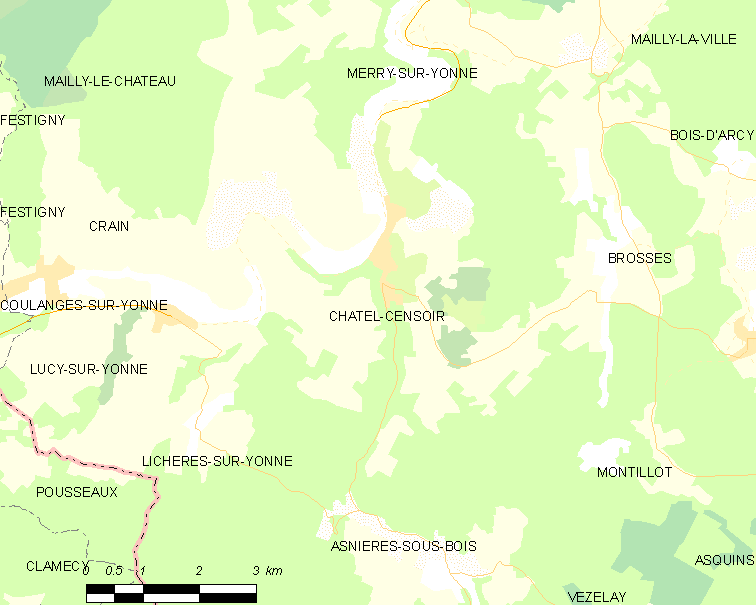
沙泰勒桑苏瓦尔的OSM定位图

沙泰勒桑苏瓦尔的时区为UTC+01:00、UTC+02:00（夏令时）。

## 行政
沙泰勒桑苏瓦尔的邮政编码为89660，INSEE市镇编码为89091。

## 政治
沙泰勒桑苏瓦尔所属的省级选区为茹拉维尔县。

## 人口

1962-2008年间沙泰勒桑苏瓦尔人口变化图示

沙泰勒桑苏瓦尔于2022年1月1日时的人口数量为565人。